# Uvarus straeleni
Uvarus straeleni är en skalbaggsart som beskrevs av Olof Biström 1988. Uvarus straeleni ingår i släktet Uvarus och familjen dykare. Inga underarter finns listade i Catalogue of Life.